# Атоменергомаш (Росія)
Атоменергомаш — машинобудівний підрозділ державної корпорації з атомної енергії «Росатом», виробник ключового обладнання для атомної і теплової енергетики, суднобудування, газової та нафтохімічної промисловості.

## Історія
Дата заснування: 29 березня 2006 року. 
Основні етапи розвитку:
- 2006 рік - створення компанії АТ "Атоменергомаш".
- 2007 рік - формування основної структури холдингу, до якого приєдналось 11 компаній.
- 2008 рік - розширення АТ "Атоменергомашу" за рахунок 16 дочірніх компаній. Холдинг посів 3-тє місце за долею ринку в російській машинобудівній галузі.
- 2010 рік - до холдингу входить українське підприємство ВАТ "Енергомашспецсталь", яке спеціалізується на виробництві великогабаритних литих і кованих заготівок зі спеціальних сталей.
- до 2014 року - завершено формування повного виробничого циклу обладнання для атомної галузі: від проектування до постачання. Завершено формування основних напрямків діяльності: атомна енергетика, теплова енергетика, спецсталь, обладнання для нафтохімічної та суднобудівної галузей.
- 2017 рік - інтегрований річний звіт ВАТ «Атоменергомаш за 2015 переміг у міжнародному конкурсі  в області корпоративних комунікацій світового масштабу Vision Awards, посівши 33 місце в рейтингу 50 найкращих звітів компаній-переможців[1].

## Структура підприємства
До складу компанії входять близько 30 енергомашинобудівних підприємств, серед яких науково-дослідні, інжинірингові, виробничі та будівельно-монтажні організації.
Український підрозділ компанії — ВАТ «Енергомашспецсталь» — Атоменергомаш придбав у 2010 році. В модернізацію її виробництва російська сторона вклала $ 300 млн.
Виробничі потужності розташовано на території Росії, України, Чехії та Угорщини.

## Діяльність
Десятирічний портфель реалізованих замовлень АТ «Атоменергомаш» на початку 2016 року склав майже 2 мільярди гривень, що вдвічі перевищило фінансові показники 2015 року за рахунок нових замовлень в атомній та суміжних галузях.
- Атомна енергетика[6]. Представлена конструкторськими бюро «Гідропрес» та «ім. Африкантова».
- Теплова енергетика. Ключовим підприємством є ПАТ «ЗіО Подольськ».
- Газнафтохімія
- Приладобудування. Головним активом є ВАТ «СНДІП»[ru].
- Суднобудування
- Наукові розробки[7]. Ключові дослідницькі центри та бюро: ВАТ НВО «ЦНДІТМАШ», ВАТ «Гідропрес», ВАТ «ім. Африкантова», ВАТ «ВНДІАМ», ОАО «СвердНДІхіммаш», ВАТ «ИФТП», ВАТ «СНДІП[ru]», ВАТ «ЦКБМ».

Розробки підприємств АТ «Атоменергомаш» були представлені на 12-й Міжнародній виставці технологій і обладнання для атомної енергетики (CIENPI, «NuclearPower 2017») в Китаї. Особливу увагу в експозиції було приділено співпраці з Китаєм в галузі атомної енергії: будівництво енергоблоків АЕС «Тяньвань» з реакторними установками ВВЕР-1000, поставки ядерного палива для цієї атомної станції, поставки ізотопної продукції, сприяння в створенні експериментального реактора на швидких нейтронах та ін.
2017 року підприємства "Атоменергомаш" (відносять до машинобудівного дивізіону держкорпорації «Росатом») було відвантажено більш, ніж 45 тисяч тон продукції різного призначення. Зокрема, минулого року було завершено виготовлення двох реакторних установок «РИТМ-200» для першого серійного криголаму «Сибір». Наразі обидва блоки, що генерують пару, монтують на штатне місце криголаму спеціалісти «Балтийського заводу».
Також 2017 року було завершено виготовлення комплекту головних циркуляційних насосів для Білоруської АЕС, що будується поблизу міста Островець. Було поставлене обладнання для проекту «Прорив» Сибірського хімкомбінату.

## Продукція підприємства
Профіль значної частини компаній — розробка і виробництво обладнання, встановленого на всіх атомних станціях, побудованих у країнах колишнього СРСР, а також на атомних станціях Болгарії, Угорщині, Чехії, Словаччині, Східній Німеччини, Фінляндії з реакторами типу ВВЕР-440 та ВВЕР-1000. 2016 року географія збуту продукції поширилась на Єгипет за рахунок постачання компонентів турбін компанії Siemens. Контейнерні міні-ГЕС компанії використовуватимуться у регіонах країн, куди неможливо провести централізоване електропостачання, зокрема, у Грузії.
Так, у кінці 2016 року грузинська компанія придбала сучасні міні-ГЕС контейнерного типу в угорського підприємства Ganz EEG Kft (входить у компанію Росатом). Основною перевагою даного проекту є скорочення витрат на будівельно-монтажні роботи (у 2 - 2,5 рази у порівнянні з традиційною ГЕС). Це, за розрахунками розробників, дозволяє економити до 30% вартості проекту і, як наслідок, впливати на зниження собівартості електрики, що генерується. 
Навесні 2017 року компанія виготовила комплект парогенераторів і корпус реактора ВВЕР-1200 для другого енергоблоку Білоруської АЕС. Перед установкою корпус реактора пройшов вхідний контроль, який відповідає всім регламентним вимогам.
ПАТ «ЗіО-Подольск» (входить в машинобудівний дивізіон Росатома - Атоменергомаш) виготовив і відвантажив на другий блок Білоруської АЕС комплектуючі деталі сепараторів-пароперегрівачів СПП-1200. Загальна маса відвантаженої продукції склала 50 тонн.
У червні 2017 року компанія «АЕМ-технології» (входить до складу Росатома - Атоменергомаш) завершила виготовлення і відвантаження комплекту ємкостей системи аварійного охолодження активної зони (САОЗ) для другого енергоблоку Білоруської АЕС.